# کبک جنگلی روبهو
کبک جنگلی روبهو (نام علمی: Xenoperdix obscuratus) یک کبک کوچک به طول تقریباً ۲۹ سانتیمتر (۱۱ اینچ) دارای نوارهای پررنگ، کبک مایل به قهوه‌ای با چهره حنایی، زیرتنه خاکستری و تاج و روتنه قهوه‌ای زیتونی. دارای نوک قرمز، عنبیه قهوه‌ای و پاهای زرد است. هر دو جنس شبیه هم هستند.
زیستگاه و بومی جنگل‌های کوه‌های روبهو در تانزانیا است. در گذشته، به عنوان یک زیرگونه مشخص از کبک جنگلی اودزونگوا از رشته کوه‌ اودزونگوا در نظر گرفته می‌شد، اما اکنون به‌طور مشخص محل زندگی روبهو عنوان شده‌است. رژیم غذایی کبک جنگلی روبهو عمدتاً از سوسک، مورچه‌ها و دانه‌ها تشکیل شده‌است.
به دلیل از دست دادن مداوم زیستگاه، اندازه کوچک جمعیت، پراکنش محدود و شکار بی‌رویه، گونۀ در معرض خطر در نظر گرفته می‌شود، اگرچه توسط IUCN به‌طور جداگانه از کبک جنگلی اودزونگوا ارزیابی نشده‌است.